# Chadianzi (köpinghuvudort i Kina, Hubei Sheng, lat 30,93, long 110,33)
Chadianzi (kinesiska: 茶店子, 茶店子镇) är en köpinghuvudort i Kina. Den ligger i provinsen Hubei, i den centrala delen av landet, omkring 380 kilometer väster om provinshuvudstaden Wuhan. Antalet invånare är 26 510. Befolkningen består av 12 973 kvinnor och 13 537 män. Barn under 15 år utgör 15,0 %, vuxna 15-64 år 69 %, och äldre över 65 år 14,0 %.
Runt Chadianzi är det ganska tätbefolkat, med 144 invånare per kvadratkilometer. Närmaste större samhälle är Guandukou, 12,5 km norr om Chadianzi. I omgivningarna runt Chadianzi växer i huvudsak blandskog.
Genomsnittlig årsnederbörd är 1 561 millimeter. Den regnigaste månaden är september, med i genomsnitt 241 mm nederbörd, och den torraste är december, med 23 mm nederbörd.